# 佳川駅
佳川駅（カチョンえき）は、大韓民国大邱広域市寿城区佳川洞にある、韓国鉄道公社（KORAIL）の駅。
大邱線の移設事業により設置された駅である。ただし、開業当初から旅客列車は全列車が停車せず、貨物のみ取り扱っており、大邱線の旅客列車は東大邱駅方面に直通する。

## 接続する鉄道路線
韓国鉄道公社　
京釜線　
大邱線　

## 駅構造
地上駅。プラットホームは設置されていない。

## 駅周辺
- 琴湖江

## 歴史
- 2005年10月28日 - 開業。当初より旅客扱いは行なっていない。
- 2011年4月7日：大邱線複線電化工事開始[1]。
- 2018年：大邱線複線電化工事完成予定。

## 隣の駅
韓国鉄道公社　
京釜線（全列車通過）　
顧母駅 - 佳川駅 - 慶山駅
大邱線（全列車通過）　
佳川駅 - 琴江駅